# Chen Zhili
Chen Zhili (chino: 陈至立, chino tradicional: 陳至立, pin yin: Chén Zhìlì) (* Xianyou, 1942 - ) es una física y política china. Ministra de Educación de la República Popular China del 1998 al 2003.

## Biografía
Chen Zhili nació en el condado de Xianyou, Putian, Provincia de Fujian  en noviembre de 1942. Estudió Física en la Universidad de Fudan. Zhili también obtuvo el doctorado por el  Instituto de Cerámica de la Academia China de Ciencias de Shanghái.
En 1998 fue nombrada Ministra de Educación de la República Popular China, cargo que ejerció hasta el 17 de marzo del 2003. El 12 de abril de 2008, fue nombrada gobernadora de la Villa Olímpica de Pekín durante el 10.ª Asamblea Popular Nacional de la República Popular China (NPC) en Pekín.

## Trayectoria
- 1998: Ministra de Educación de la República Popular China.